# La Bastide-du-Salat
La Bastide-du-Salat is een gemeente in het Franse departement Ariège (regio Occitanie) en telt 184 inwoners (2004). De plaats maakt deel uit van het arrondissement Saint-Girons.

## Geschiedenis
La Bastide-du-Salat maakte deel uit van het kanton Saint-Lizier tot dit op 22 maart 2015 werd opgeheven en het kanton Sainte-Croix-Volvestre werd samengevoegd tot het kanton Portes du Couserans.

## Geografie
De oppervlakte van La Bastide-du-Salat bedraagt 6,7 km², de bevolkingsdichtheid is 27,5 inwoners per km².
De onderstaande kaart toont de ligging van La Bastide-du-Salat met de belangrijkste infrastructuur en aangrenzende gemeenten.

## Demografie
Onderstaande figuur toont het verloop van het inwonertal (bron: INSEE-tellingen).

Vanwege een beveiligingsprobleem met de MediaWiki Graph-software is het momenteel niet mogelijk deze grafiek weer te geven. Zodra de software is bijgewerkt zal de grafiek vanzelf weer zichtbaar worden.